# Astrea annuligera
Espèce
Astrea annuligera est une espèce de coraux appartenant à la famille des Merulinidae.